# El Pilar (Belize)
El Pilar est un site archéologique maya situé sur la frontière entre le Belize et le Guatemala.

## Découverte
El Pilar a été cartographié pour la première fois en 1983 par l'archéologue américaine Anabel Ford.